# Magic System
Magic System – iworyjski zespół muzyczny powstały w 1996 roku w Abidżanie.

## Single
- 1997: "Momo"
- 2001: "1er Gaou"
- 2003: "Amoulanga"
- 2003: "Un gaou à Paris"
- 2004: "Un gaou à Oran" (feat. Mokobé & AP fr 113 and Mohammed Lamine)
- 2005: "Bouger Bouger" (feat. Mokobé)
- 2006: "C'chô, ça brûle" (feat. Akil, Cheb Bilal & Big Ali)
- 2007: "Ki dit mié"
- 2007: "On va samizé" (feat. Amine)
- 2008: "Zouglou Dance - Joie de vivre"
- 2009: "Même pas fatigué !!!" (with Khaled)
- 2010: "Ambiance à l'Africaine"
- 2011: "Chérie Coco" (feat. Soprano)
- 2011: "La danse des magiciens"
- 2012: "Tango Tango"
- 2013: "Mamadou"
- 2014: "Magic in the Air" (feat. Chawki)
- 2014: "Tu es fou"